# Льобель, Лу
Лу Льобель Кассия Бобула (род. 1995) — британская актриса испано-зимбабвийского происхождения
Получила известность благодаря роли Гаал Дорник в научно-фантастическом сериале «Основание», выпускаемого Apple TV+.

## Жизнь и карьера
Лу Льобель родилась в Зимбабве. Её отец, испанец, был биохимиком (как и автор «Основания» — Айзек Азимов), а мать изучала экономику. Незадолго до школы семья переехала в Испанию, но там мать Лу чувствовала себя не совсем комфортно, и, когда Лу было 8 лет, они переселились в ЮАР, в город Питермарицбург. Там она окончила школу. В школе она увлекалась актёрским мастерством, много занималась спортом (хоккей на траве, плавание и сквош).
В 2013 году Лу поехала в Англию изучать драму в Бирмингемском университете, где она получила степень бакалавра искусств. Затем, в 2018 году, она получила степень Магистра искусств в Лондонском Драматическом центре (в составе Лондонского университете искусств).

## Фильмография
| Год          |   | Русское название  | Оригинальное название | Роль        |
| ------------ | - | ----------------- | --------------------- | ----------- |
| 2021         | ф | Поколение Вояджер | Voyagers              | Занди       |
| 2021         | ф | Пилигрим          | The Pilgrim           | Клэр        |
| 2021 — н. в. | с | Основание         | Foundation            | Гаал Дорник |